# Павле Вујевић
Павле Вујевић (Рума, 10/22. август 1881 — Београд, 17. новембар 1966) био је географ и метеоролог, професор климатологије, метеорологије и математичке географије на Београдском универзитету, академик САНУ.

## Биографија
Био је редовни професор Филозофског факултета Универзитета у Београду од 1921. године, на групи географских предмета. Професор Вујевић је један од оснивача микроклиматологије. Био је међу првима у проучавању потамологије, науке о рекама. Његова књига Основи математичке и физичке географије је један од првих универзитетских уџбеника на српском језику. Својом монографијом о клими Хвара указао је да је ово острво погодније за одмор и лечење од многих чувених одмаралишта Средоземља. Професор Вујевић је био управник Метеоролошке опсерваторије Универзитета у Београду 1924-45.
Био је почасни директор Географског института САНУ 1958-61. За дописног члана Српске академије наука и уметности изабран је 1950, а за редовног 1958. године.